# Espen Bredesen
Espen Odd Bredesen (Oslo, 2 febbraio 1968) è un ex saltatore con gli sci norvegese, vincitore di una Coppa del Mondo, un Torneo dei quattro trampolini e varie medaglie olimpiche e iridate.

## Biografia
In Coppa del Mondo esordì il 16 dicembre 1989 a Sapporo (45°), ottenne il primo podio il 7 marzo 1993 a Lahti (3°) e la prima vittoria l'11 marzo successivo a Lillehammer. Nel 1994 si aggiudicò sia la coppa di cristallo, sia il Torneo dei quattro trampolini.
In carriera prese parte a tre edizioni dei Giochi olimpici invernali, Albertville 1992 (58° nel trampolino normale, 57° nel trampolino lungo, 7° nella gara a squadre), Lillehammer 1994 (1° nel trampolino normale, 2° nel trampolino lungo, 4° nella gara a squadre) e Nagano 1998 (36° nel trampolino normale), a quattro dei Campionati mondiali, vincendo due medaglie, e a quattro dei Mondiali di volo, vincendo una medaglia.

## Palmarès

### Olimpiadi
- 2 medaglie:
  - 1 oro (trampolino normale a Lillehammer 1994)
  - 1 argento (trampolino lungo a Lillehammer 1994)

### Mondiali
- 2 medaglie:
  - 2 ori (trampolino lungo, gara a squadre a Falun 1993)

### Mondiali di volo
- 1 medaglia:
  - 1 argento (individuale[1] a Planica 1994)

### Coppa del Mondo
- Vincitore della Coppa del Mondo nel 1994
- 25 podi (21 individuali, 5 a squadre), oltre a quello conquistato in sede iridata e valido anche ai fini della Coppa del Mondo:
  - 8 vittorie (individuali)
  - 11 secondi posti (8 individuali, 3 a squadre)
  - 6 terzi posti (4 individuali, 2 a squadre)

#### Coppa del Mondo - vittorie
| Data             | Località               | Nazione   | Trampolino                |
| ---------------- | ---------------------- | --------- | ------------------------- |
| 11 marzo 1993    | Lillehammer            | Norvegia  | Lysgårdsbakken K120       |
| 14 marzo 1993    | Oslo                   | Norvegia  | Holmenkollen K110         |
| 28 marzo 1993    | Planica                | Slovenia  | Bloudkova velikanka K120  |
| 11 dicembre 1993 | Planica                | Slovenia  | Srednija K92              |
| 1º gennaio 1994  | Garmisch-Partenkirchen | Germania  | Große Olympiaschanze K107 |
| 6 gennaio 1994   | Bischofshofen          | Austria   | Paul Ausserleitner K120   |
| 15 gennaio 1994  | Liberec                | Rep. Ceca | Ještěd K90                |
| 5 febbraio 1995  | Falun                  | Svezia    | Lugnet K90                |

#### Torneo dei quattro trampolini
- Vincitore del Torneo dei quattro trampolini nel 1994
- 5 podi di tappa[1]:
  - 2 vittorie
  - 3 secondi posti